# Marko Klok
Marko Klok (Monnickendam, 14 de março de 1968) é um ex-jogador de voleibol dos Países Baixos que competiu nos Jogos Olímpicos de 1992 e 2004.
Em 1992, ele fez parte da equipe neerlandesa que conquistou a medalha de prata no torneio olímpico, no qual atuou em seis partidas. Doze anos depois, ele participou de cinco jogos e o time neerlandês finalizou na nona colocação na competição olímpica de 2004.